# Ius exponendi
Lo ius exponendi era una facoltà del pater familias dell'antica Roma, ma si fondava su presupposti di un'abitudine già ampiamente diffusa nel mondo antico, che consisteva nell'abbandono dei figli appena nati in un luogo pubblico, condannandoli alla morte o al recupero da parte di un terzo. Una pratica simile, ma diversa nei dettagli, era diffusa e accettata anche nella Grecia antica ed ellenistica e presso molte altre popolazioni in molti periodi storici.

## Storia
È probabile che l'origine di quest'abitudine sia nata dai caratteri di una società arcaica, tendenzialmente rurale, che considerava la prole come manodopera, e quindi, una fonte di sopravvivenza. I nati malformati o figli palesemente deboli, anche se fossero sopravvissuti ai primi periodi dopo la nascita, sarebbero stati una spesa considerata inaccettabile. Per la medesima ragione le vittime più frequenti dell'esposizione erano in particolare le figlie femmine, le quali si ritenaeva che non potessero offrire la forza lavoro di un maschio e, oltre alle spese per il mantenimento, richiedevano anche una dote matrimoniale.
Nel diritto romano inizialmente lo ius exponendi pare fosse limitato solo alle figlie femmine non primogenite e ai nati deformi. In particolare, di queste creature nate malformate (pertanto definite con termini quali monstrum, portentum, ostentum, in quanto considerati segni di sventura), veniva addirittura imposta l'eliminazione dalle leggi delle XII tavole tramite abbandono, eventualmente secondo un rituale (l'ermafrodita ad esempio veniva abbandonato in mare). Colui che abbandonava il figlio, ossia l'espositore, perdeva ogni diritto sull'esposto, in particolare perdeva la patria potestas, mentre il ritrovatore era libero di determinarne lo status di libero, quindi come sottoposto a potestà, o di schiavo (C.Th.5.9.1). Solo nel tardo diritto, con Giustiniano, venne fissata per il ritrovato sempre la condizione di nato libero (ingenuo) (C.8.51.3).